# Sonate K. 340
La sonate K. 340 (F.288/L.105) en ut majeur est une œuvre pour clavier du compositeur italien Domenico Scarlatti.

## Présentation
La sonate K. 340, en ut majeur, est notée Allegro. C'est une sorte d'étude qui reprend la formule de la sonate K. 353, en y ajoutant un tétracorde descendant. Selon Pestelli, elle évoque une tarentelle. Elle présente un petit signal sonore :

qui revient huit fois, comme une percussion.

## Manuscrits
Le manuscrit principal est le numéro 15 du volume VII de Venise (1754), copié pour Maria Barbara ; les autres sont Parme IX 13, Münster IV 60 et Vienne B 58.

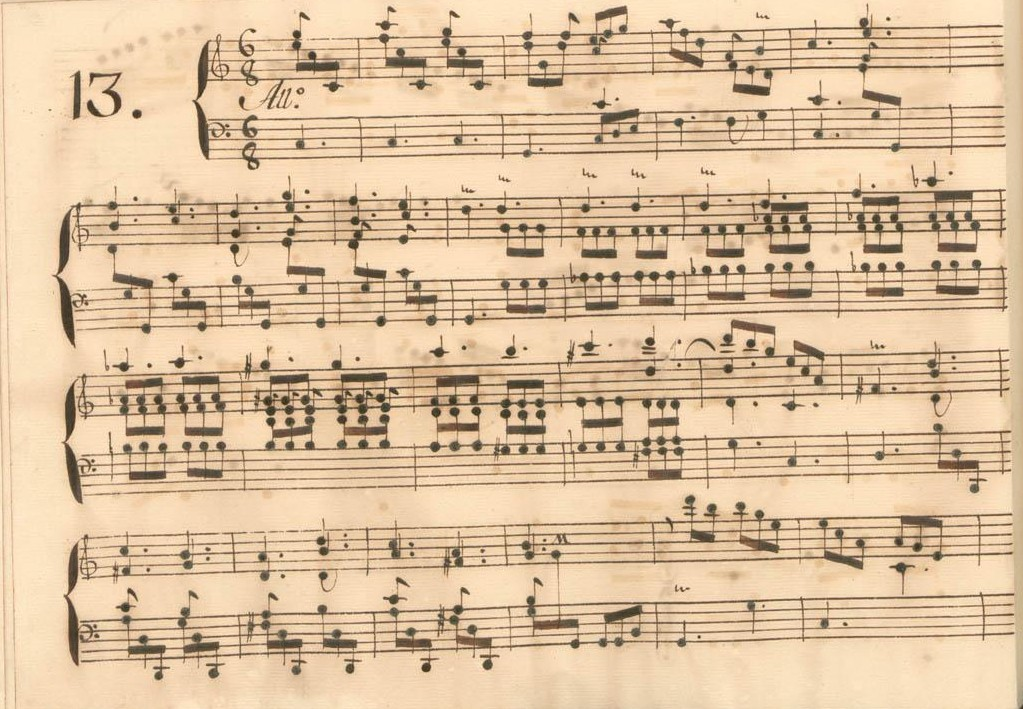
Parme IX 13.
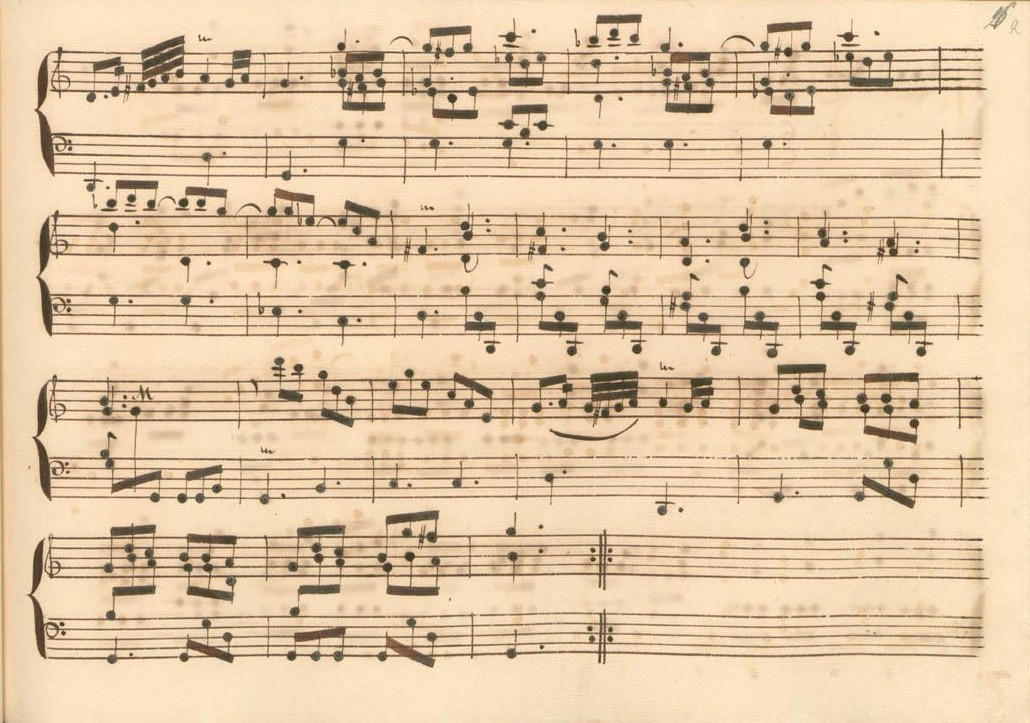
Parme IX 13 (fin de la première section).
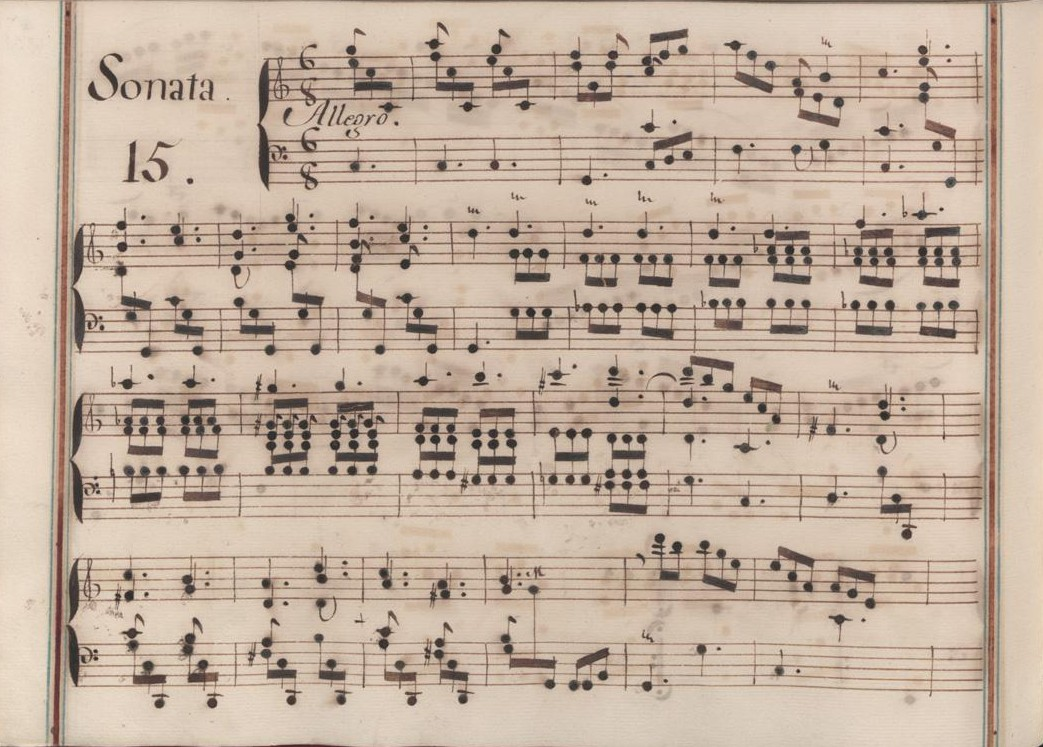
Venise VII 15.
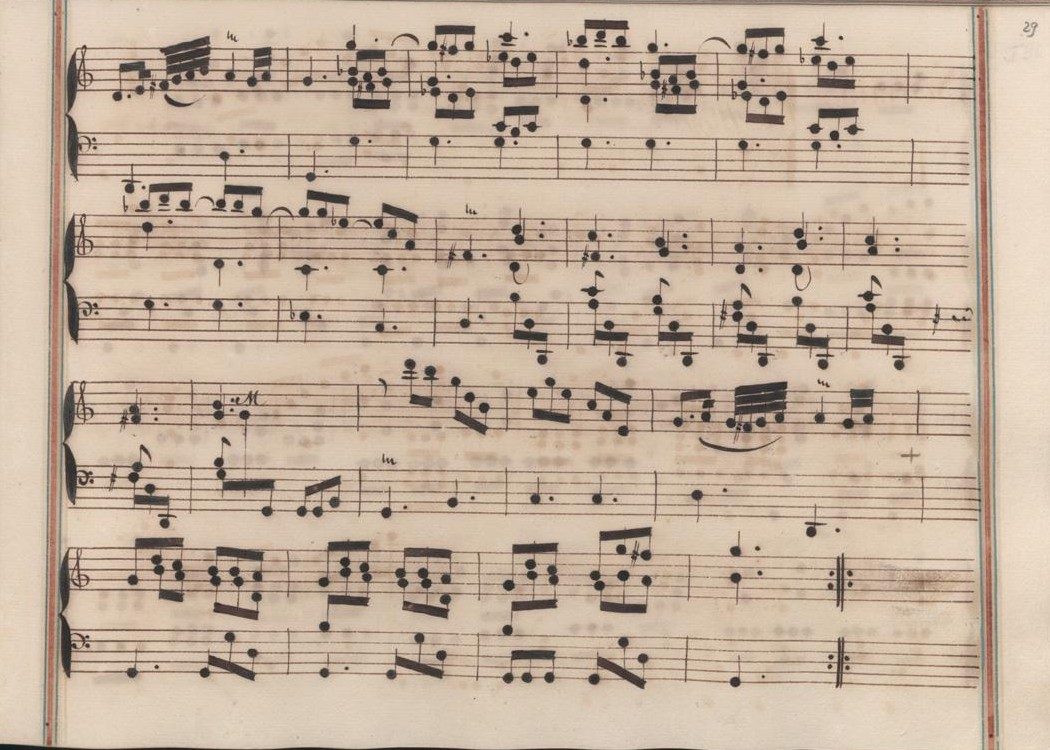
Venise VII 15 (fin de la première section).

## Interprètes
La sonate K. 340 est défendue au piano, notamment par Francesco Nicolosi (2007, Naxos, vol. 9), Carlo Grante (2013, Music & Arts, vol. 4) ; au clavecin par Scott Ross (1985, Erato), Pierre Hantaï (1992, Astrée), Richard Lester (2003, Nimbus, vol. 3) et Pieter-Jan Belder (Brilliant Classics, vol. 8).

## Sources
: document utilisé comme source pour la rédaction de cet article.
- Ralph Kirkpatrick (trad. de l'anglais par Dennis Collins), Domenico Scarlatti, Paris, Lattès, coll. « Musique et Musiciens », 1982 (1re éd. 1953 (en)), 493 p. (ISBN 978-2-7096-0118-4, OCLC 954954205, BNF 34689181).
- Alain de Chambure, « Domenico Scarlatti : Intégrale des sonates — Scott Ross », Erato (2564-62092-2), 1985 (OCLC 891183737) .
- (en) Carlo Grante, « Domenico Scarlatti, intégrale des sonates pour clavier (vol. 4) », Music & Arts (CD-1293), 2016 (OCLC 1020680576) .